# Adrian von Arburg
Adrian von Arburg (* 29. prosince 1974 Wolhusen, Švýcarsko), od roku 2011 občanským jménem Adrian Portmann, je švýcarský historik, který dlouhodobě působil v Česku (např. v letech 2008–2015 jako vědecký pracovník a vyučující na Historickém ústavu Filozofické fakulty Masarykovy univerzity, v letech 2013–2014 zastával post předsedy Vědecké rady Ústavu pro studium totalitních režimů (ÚSTR). Věnuje se dějinám migrací (především vysídlení Němců z českého pohraničí a souběžnému osídlování těchto oblastí). Řídí občanské sdružení Conditio humana. V roce 2015 se vrátil do Švýcarska.

## Studium a život v ČR
Adrian von Arburg se narodil v roce 1974 v předalpské části kantonu Luzern a ještě jako student se v roce 1993 během školní výměny seznámil skrze českou studentku a její prarodiče s prostředím severozápadních Čech, s krajinou, jak sám říká, poznamenanou extenzivní těžbou uhlí a znečištěním životního prostředí, ale i poválečnou výměnou obyvatelstva. Vysídlení sudetských Němců se tak stalo jeho životním tématem. Vystudoval historii, politologii a kombinaci oborů se zaměřením na balkánské země na univerzitách v Bernu a ve Vídni (2001, Mag. phil.). Po ukončení magisterského studia absolvoval postgraduální studium na Fakultě sociálních věd Univerzity Karlovy v Praze (2004, Ph.D.), kde také obhájil disertační práci o české politice vůči zůstavším sudetským Němcům v letech 1947–1953. Devatenáct let žil v České republice, bydlel v Brně a vyučoval na Masarykově univerzitě. V roce 2011 upřednostnil občanské jméno Portmann, pocházející z druhé části rodiny.

## Odborná činnost
Badatelsky se věnuje tématu vysídlení Němců z českého pohraničí, proměnám českého pohraničí a ostatních území republiky, kde žil větší počet Němců, od konce války v roce 1945 až do první poloviny padesátých let. Výzkum, který se týká nejen nuceného vysídlení, ale také dalšího vnitrostátního přesídlování, probíhá v šedesáti českých archivech a podílí se na něm více než padesát lidí.
Od roku 2010 vydává k tomuto tématu spolu s Tomášem Staňkem rozsáhlou edici archivních dokumentů nazvanou Vysídlení Němců a proměny českého pohraničí 1945–1951. Mělo by se dohromady jednat o vydáním osmi svazků. Zatím vyšly čtyři publikace. Ačkoliv je téma vysídlení německého etnika velmi zásadní kapitolou českých i německých dějin, Tomáš Staněk a Adrian von Arburg jsou prvními historiky, kteří se rozhodli zpracovat rozsáhlé archivní fondy, které zatím (do konce 20. století) systematicky a vyčerpávajícím způsobem nikdo nezpracoval. Adrian von Arburg se zabývá také fenoménem přistěhovalectví, nacionalismem, výzkumem identit a multikulturním soužitím v moderních evropských dějinách.
Od roku 2008 do roku 2015 působil jako vědecký pracovník a vyučující na Historickém ústavu Filozofické fakulty Masarykovy univerzity a v redakčních radách několika odborných časopisů (např. Soudobé dějiny, Slezský sborník).
Od ledna do července 2012 byl členem přípravného výboru při zřizování občanského sdružení Conditio humana, v letech 2012–2015 jeho předsedou a od roku 2015 je předsedou Správní rady. Conditio humana se prostřednictvím vydávání knih a pořádání veřejných přednášek snaží o prohloubení znalostí a popularizaci soudobých dějin střední Evropy. Dále je členem kuratoria Akademie Mitteleuropa.
V letech 2013–2014 zastával post předsedy Vědecké rady Ústavu pro studium totalitních režimů (ÚSTR). Po zkušenostech s ÚSTRV se Adrian Portmann rozhodl v roce 2015 vrátit zpátky do Švýcarska. Po návratu do Švýcarska působil od října 2015 do června 2017 ve funkci vedoucího azylového zařízení (Deputy Camp Executive) organizace „ORS Service AG“. Od června 2017 pracuje v kantonu Lucern pro státní úřad „Gesundheits- und Sozialdepartement (oddělení Asyl- und Flüchtlingswesen)“.

### Edice VNPČP
Edice Vysídlení Němců a proměny českého pohraničí 1945–1951 (zkratka VNPČP) předkládá odborné i širší veřejnosti poprvé od konce druhé světové války rozsáhlou dokumentaci novodobých českých dějin: zpřístupňuje dokumenty, doprovodné texty a komentáře k poměrům a českoněmeckým vztahům v pohraničních oblastech českých zemí. Jak svou koncepcí tak i svým obsahem a šíří je zcela výjimečným počinem a výsledkem dlouholeté spolupráce mezinárodního týmu historiků, kteří bádali v 60 archivech České republiky. Hlavními editory jsou Adrian Portmann a Tomáš Staněk. Celkově se však v minulých letech na projektu podílelo více než čtyřicet osob.

### První publikační fáze
Výsledky první publikační fáze, která zahrnuje úvodní I. díl a II. díl (rozdělen do tří svazků), začaly vycházet díky soukromým prostředkům editorů, jejich rodin a přátel od prosince 2010. Vydání Edice VNPČP podpořil také Václav Havel, který pro první svazky napsal krátkou zdravici.
- I. díl Češi a Němci do roku 1945, Úvod k edici
- II. díl, svazek 1, Duben – srpen/září 1945: „Divoký odsun“ a počátky osídlování
- Díl II., svazek 2, Srpen/září – prosinec 1945: Příprava organizovaného odsunu a postup osídlování
- Díl II., svazek 3, Akty hromadného násilí v roce 1945 a jejich vyšetřování

### Zdravice Václava Havla
Vysídlení Němců a celková proměna českého pohraničí po 2. světové válce jsou podle mého mínění velmi důležitá témata naší moderní historie. Edici dokumentů a svědectví rozmanitě s tím souvisejících proto podporuji a vysoce oceňuji. Sami sobě jsme hlubší rozbor dlužni a já přeji vašemu úsilí úspěch.
Václav Havel, Praha 19. října 2010

### Druhá publikační fáze
Druhá publikační fáze, zahrnující čtveřici děl (díly III. až VI.), se nachází ve stavu pokročilého rozpracování a její realizace závisí na podpoře sponzorů. Jedná se o díla:
- Díl III. 1946: Rok transferu
- Díl IV. 1947–1951: Závěrečná etapa migrací a nová realita pohraničí
- Díl V. Výsledky migrací – Situace menšin – Kulturně společenské poměry
- Díl VI. Soudobý tisk 1945–1951

### Ohrožení badatelské práce a projektu
Od roku 2011, kdy vyšel třetí svazek Edice VNPČP, začal být projekt vážně ohrožen. Projekt není dostatečně finančně podporován a práce na něm je několik let financována soukromě či formou „dobrovolné“ spolupráce editorů a dalších osob. Druhá řada svazků se nalézá podle editorů v značně rozpracovaném stavu. Od roku 2012 financuje práce na projektu občanské sdružení Conditio humana se sídlem v Brně. Po odchodu Adriana Portmanna z ČR, jednoho z hlavních editorů, je otázkou, zda bude projekt vůbec v dohledné době dokončen. 

## Důvody k opuštění České republiky

### Kandidatura na ředitele Ústavu pro studium totalitních režimů
Dne 15. května 2013 byl jmenován do Vědecké rady Ústavu pro studium totalitních režimů a následně byl zvolen jejím předsedou. Dne 3. ledna 2014 ohlásil svoji kandidaturu na funkci ředitele ÚSTR, téhož dne oznámil svůj záměr (vzhledem ke kandidatuře na funkci šéfa ÚSTR), co nejdříve rezignovat na funkci předsedy Vědecké rady (k účinností rezignace došlo 10. ledna 2014). Jako jediný kandidát zveřejnil svoji koncepci o dalším směřování ÚSTR dnem vyhlášení kandidatury na vlastním webu. Během kandidatury kladl důraz na transparenci a vedení veřejných diskuzí s kandidáty, přičemž vyjádřil námitky proti Radou ÚSTR až dodatečně vyhlášenému utajování jmen kandidátů a změně systému hodnocení kandidátů. Zásadní pravidla konkursu Rada ÚSTR totiž vyhlásila až poté, co jejím členům již byla známa jména všech uchazečů.
Dne 9. dubna 2014 byl v prvním kole vyřazen z probíhající volby ředitele ÚSTR, podle jeho názoru nezákonně, protože Rada ÚSTR při volbě nepostupovala podle tehdy platného Jednacího řádu. Neprodleně poté se začal ke konkurzu kriticky vyjadřovat v médiích. V rozhovorech a vlastních příspěvcích zdůvodnil, proč podle jeho názoru výběrové řízení na funkci ředitele ÚSTR neproběhlo regulérně a spravedlivě. Dne 23. října 2014 podal ve věci výběrového řízení proti ÚSTR žalobu k Obvodnímu soudu pro Prahu 3, ten 5. srpna 2015 při prvním stání tuto žalobu zamítl.
„Česko budu mít nadále rád. Vážím si všech lidí dobré vůle, se kterými jsem se zde během mnoha let mohl seznámit. Ta země má určitě ještě šanci (a tu má snad také ještě i ÚSTR, za podmínky brzké novelizace zákona a jeho transformace do jiné formy). Klíčové bude, aby zde bylo postupně více lidí, kteří nemlčí a jsou odhodlaní se postavit proti všelijakému jednání, které není slučitelné s demokracií a zásadou o rovných příležitostech.“
Adrian Portmann, Diskuse 25. dubna 2014, ÚSTR rok poté, pár postřehů, Deník Referendum 

### Konflikt s časopisem Týden a internetovým portálem Týden.cz
V neděli 15. března 2015 požádal redaktor časopisu Týden Ivan Motýl historika Adriana Portmanna o telefonickou konzultaci týkající se znásilňování žen příslušníky Rudé armády v roce 1945. Adrian Portmann se teprve z čísla časopisu Týden z 23. března 2015 dozvěděl, že telefonická konzultace je v článku „Osvobození se rovnalo okupaci“ prezentována jako rozhovor s ním a dokonce za dva dny byl tentýž „rozhovor“ uveřejněn na internetovém portálu Týden.cz. Portmann reagoval 26. března 2015 dopisem redakci Týdne, ve kterém se ohrazoval proti zveřejněným výrokům. Časopis Týden je totiž zveřejnil bez jeho vědomí a to jako neautorizovaný text. Portmann po redakci požadoval, aby byl text okamžitě odstraněn z internetového portálu. Dne 8. dubna 2015 se Adrianu Portmannovi telefonicky ohlásil mediální představitel vydavatele Týdne, který mu krátce oznámil, že zveřejnění článku bylo zcela legitimní a že žádný z jeho požadavků nebude respektován.
„Původem Švýcar, mezitím občan České republiky, Adrian Portmann, PhD. je rozhodnut po devatenáctiletém působení odejít ze země, kterou si zvolil jako svůj druhý domov, protože tu – mimo jiné – narazil na tolikeré porušování demokratických pravidel, že je nad jeho síly vyrovnat se s tím. Česká historiografie jeho odchodem bude bezpochyby o něco chudší. Možná už nikdy nebude dokončena ediční řada, na níž pracoval spolu se známým, renomovaným historikem Tomášem Staňkem. Ztrpčit mu loučení se zemí, v níž chtěl žít a pracovat, jak to učinil Týden, není nedbalost, je to podlost.“
prof. PhDr. Vilém Prečan, CSc., 8. dubna 2015

## Ocenění
V roce 2011 obdržel cenu Zlaté srdce pro Evropu od Klubu česko-německého porozumění.

## Publikace
- 1998 Diskurse um die Lokalisierung des Großmährischen Reiches, Universität Wien (Institut für Osteuropäische Geschichte), seminární práce
- 1999 Die Tschechoslowakei von 1945 bis 1953 - Politische, demographische und wirtschaftliche Transformation, Universität Wien (Institut für Osteuropäische Geschichte), seminární práce
- 1999 Autonomiepläne in der Tschechoslowakei und Jugoslawien 1938/39 - Dezentralisierungs- und Sezessionsbestrebungen vor dem Hintergrund außenpolitischer Bedrohung, Universität Wien (Institut für Osteuropäische Geschichte), seminární práce
- 2000 Das Protektorat Böhmen und Mähren 1939 - 1945. Ein kurzer Abriss seiner Entstehung und Entwicklung, Universität Wien (Institut für mittelalterliche Geschichte), seminární práce
- 2000 Die Festlegung der Staatsgrenze zwischen der Tschechoslowakei und Deutschland nach dem Münchener Abkommen 1938, Universität Wien (Institut für Osteuropäische Geschichte), seminární práce
- 2000 Die Tschechoslowakei / Tschechische Republik in der KSZE 1990 - 1994, Universität Wien (Institut für Politikwissenschaft), seminární práce
- 2001 Die Besiedlung der Grenzgebiete der böhmischen Länder 1945–1950: Forschungsstand, ausgewählte Probleme und Arbeitsbibliographie, Universität Wien (Institut für Osteuropäische Geschichte), diplomová práce
- 2005 Arburg, Adrian von, Wlodzimierz Borodziej und Jurij Kostjaschow: Als die Deutschen weg waren, Verlag: Rowohlt, Berlin
- 2008 Adrian von Arburg, Václav Houfek, Tomáš Okurka: Zapomenutí hrdinové: němečtí odpůrci nacismu v českých zemích, Muzeum města Ústí nad Labem
- 2010 Adrian von Arburg, Martin Schulze-Wessel: Zwangsumsiedlung und neue Gesellschaft in Ostmitteleuropa nach 1945, München
- 2010 Adrian von Arburg, David Kovařík, Tomáš Dvořák: Německy mluvící obyvatelstvo v Československu po roce 1945, Matice moravská
- 2010 Tomáš Staněk, Adrian von Arburg: Vysídlení Němců a proměny českého pohraničí 1945–1951, (díl I) Archivováno 16. 5. 2016 na Wayback Machine., Úvod k edici, vydal Zdeněk Susa
- 2010 Tomáš Staněk, Adrian von Arburg: Vysídlení Němců a proměny českého pohraničí 1945 - 1951 (Díl II, svazek 3.) Archivováno 15. 5. 2016 na Wayback Machine., Akty hromadného násilí v roce 1945 a jejich vyšetřování, vydal Zdeněk Susa
- 2011 Tomáš Staněk, Adrian von Arburg: Vysídlení Němců a proměny českého pohraničí 1945–1951 (díl II, svazek 1.) Archivováno 16. 5. 2016 na Wayback Machine., Duben – srpen/září 1945: „Divoký odsun“ a počátky osídlování, vydal Zdeněk Susa
- 2014 Tomáš Staněk, Adrian von Arburg: Vysídlení Němců a proměny českého pohraničí 1945–1951 (díl II, svazek 2) Archivováno 16. 5. 2016 na Wayback Machine., Srpen/září – prosinec 1945: Příprava organizovaného odsunu a postup osídlování, vydal Zdeněk Susa

## Videa s Adrianem Portmannem
- Také vraždy přivítaly mír, Historie.cs, 17. 12. 2007
- Divoký odsun, Historie.cs, 15. 6. 2013
- Videozáznam debaty s kandidáty na post šéfa ÚSTR, Praha, 18.2.2014, Filozofická fakulta Univerzity Karlovy a Spolek studentů historie FF UK,
- Debata kandidátů na post ředitele Ústavu pro studium totalitních režimů, Praha, 24. 2. 2014, Knihovna Václava Havla
- Švýcarská přímá demokracie: Model pro Českou republiku?, diskuse Prager Deutscher Klubu, která proběhla ve čtvrtek 3. 4. 2014 v Městské knihovně v Praze
- Hyde Park Zelňák: Co smíme vědět o minulosti v totalitě - a kdo nám to nechce říct, Brno, publikováno 16. 12. 2014
- Debata s Respektem: Listopad 89, ÚSTR a spor o výklad dějin, Praha, publikováno 19. 12. 2014, Knihovna Václava Havla
- Máte slovo s M. Jílkovou, Potřebujeme zákon o obecném referendu?